# Eparchia di Palai
L'eparchia di Palai (in latino Eparchia Palaiensis) è una sede della Chiesa cattolica siro-malabarese in India suffraganea dell'arcieparchia di Changanacherry. Nel 2021 contava 334.920 battezzati su 798.000 abitanti. È retta dall'eparca Joseph Kallarangatt.

## Territorio
L'eparchia estende la sua giurisdizione sui fedeli della Chiesa cattolica siro-malabarese in parte dei distretti di Kottayam, Ernakulam e Idukki nello stato indiano del Kerala.
Sede eparchiale è la città di Palai, dove si trova la cattedrale di San Tommaso.
Il territorio è suddiviso in 170 parrocchie.

## Storia
L'eparchia è stata eretta il 25 luglio 1950 con la bolla Quo Ecclesiarum di papa Pio XII, ricavandone il territorio dall'eparchia di Changanacherry (oggi arcieparchia).
Originariamente suffraganea dell'arcieparchia di Ernakulam (oggi arcieparchia di Ernakulam-Angamaly), il 10 gennaio 1959 è entrata a far parte della provincia ecclesiastica dell'arcieparchia di Changanacherry.

## Cronotassi dei vescovi
Si omettono i periodi di sede vacante non superiori ai 2 anni o non storicamente accertati.
- Sebastian Vayalil † (25 luglio 1950 - 1981 ritirato)
- Joseph Pallikaparampil (6 febbraio 1981 - 18 marzo 2004 ritirato)
- Joseph Kallarangatt, dal 18 marzo 2004

## Statistiche
L'eparchia nel 2021 su una popolazione di 798.000 persone contava 334.920 battezzati, corrispondenti al 42,0% del totale.
| anno | popolazione | popolazione | popolazione | presbiteri | presbiteri | presbiteri | presbiteri                | diaconi | religiosi | religiosi | parrocchie |
| anno | battezzati  | totale      | %           | numero     | secolari   | regolari   | battezzati per presbitero | diaconi | uomini    | donne     | parrocchie |
| ---- | ----------- | ----------- | ----------- | ---------- | ---------- | ---------- | ------------------------- | ------- | --------- | --------- | ---------- |
| 1969 | 250.538     | 445.026     | 56,3        | 348        | 292        | 56         | 719                       |         | 80        | 2.229     | 124        |
| 1980 | 270.670     | ?           | ?           | 388        | 309        | 79         | 697                       |         | 100       | 2.209     | 126        |
| 1990 | 286.440     | 624.875     | 45,8        | 431        | 345        | 86         | 664                       |         | 103       | 3.764     | 148        |
| 1999 | 335.000     | 668.000     | 50,1        | 482        | 355        | 127        | 695                       |         | 317       | 4.730     | 168        |
| 2000 | 335.500     | 673.000     | 49,9        | 482        | 355        | 127        | 696                       |         | 313       | 4.875     | 168        |
| 2001 | 336.000     | 674.000     | 49,9        | 487        | 360        | 127        | 689                       |         | 312       | 4.075     | 168        |
| 2002 | 338.000     | 675.000     | 50,1        | 484        | 357        | 127        | 698                       |         | 205       | 4.150     | 168        |
| 2003 | 345.982     | 683.482     | 50,6        | 481        | 351        | 130        | 719                       |         | 140       | 4.126     | 166        |
| 2004 | 346.334     | 683.945     | 50,6        | 479        | 367        | 112        | 723                       |         | 122       | 4.100     | 169        |
| 2009 | 326.747     | 695.000     | 47,0        | 518        | 387        | 131        | 630                       |         | 144       | 3.467     | 169        |
| 2013 | 346.546     | 734.000     | 47,2        | 782        | 370        | 412        | 443                       |         | 531       | 3.106     | 169        |
| 2016 | 331.368     | 764.000     | 43,4        | 814        | 385        | 429        | 407                       |         | 577       | 3.126     | 170        |
| 2019 | 334.610     | 781.600     | 42,8        | 542        | 393        | 149        | 542                       |         | 617       | 3.197     | 170        |
| 2021 | 334.920     | 798.000     | 42,0        | 534        | 385        | 149        | 627                       |         | 232       | 3.054     | 170        |